# Руазон-Парк
«Руазон-Парк» (фр. Roazhon Park) — футбольний стадіон у Ренні, Франція, домашня арена ФК «Ренн».
Стадіон відкритий 1912 року. У 1939, 1955—1957, 1987, 1999—2004 роках перебудовувався та реконструювався.
Окрім футбольних матчів, на стадіоні проводяться матчі з регбі.